# Gleb Syrica
Gleb Syrica (in russo Глеб Сырица?; 14 aprile 2000) è un pistard e ciclista su strada russo che corre per l'XDS Astana Development Team. Su pista ha vinto la medaglia d'oro di inseguimento a squadre ai Giochi europei 2019 e quattro titoli europei Under-23, mentre su strada ha vinto quattro tappe al Tour de Langkawi (una nel 2022, due nel 2023 ed una nel 2024).

## Palmarès

### Pista
- 2017

Campionati europei, Inseguimento a squadre Junior (con Lev Gonov, Ivan Smirnov e Dmitrij Muchomed'jarov)
Campionati del mondo, Inseguimento a squadre Junior (con Lev Gonov, Ivan Smirnov e Dmitrij Muchomed'jarov)
- 2018

Campionati russi, Inseguimento a squadre (con Ivan Smirnov, Lev Gonov e Aleksandr Evtušenko)
- 2019

GP Minsk, Inseguimento a squadre (con Nikita Bersenev, Lev Gonov e Ivan Smirnov)
GP Tula, Americana (con Lev Gonov)
GP Moscow, Americana (con Lev Gonov)
Giochi europei, Inseguimento a squadre (con Nikita Bersenev, Lev Gonov e Ivan Smirnov)
Campionati europei, Inseguimento a squadre Under-23 (con Lev Gonov, Dmitrij Muchomed'jarov e Ivan Smirnov)
Campionati russi, Inseguimento a squadre (con Lev Gonov, Nikita Bersenev e Ivan Smirnov)
- 2020

Campionati russi, Omnium
Campionati russi, Inseguimento a squadre (con Nikita Bersenev, Lev Gonov e Ivan Smirnov)
Campionati europei, Inseguimento a squadre Under-23 (con Nikita Bersenev, Lev Gonov e Ivan Smirnov)
Campionati europei, Corsa a punti Under-23
Campionati europei, Omnium Under-23
- 2021

2ª prova Coppa delle Nazioni, Inseguimento a squadre (San Pietroburgo, con Lev Gonov, Egor Igošev e Ivan Smirnov)
2ª prova Coppa delle Nazioni, Inseguimento individuale (San Pietroburgo)
Campionati russi, Inseguimento individuale
Campionati russi, Inseguimento a squadre (con Lev Gonov, Ivan Novolodskij e Egor Igošev)
Campionati russi, Americana (con Vlas Šičkin)

### Strada
- 2019 (Lokosphinx, una vittoria)

Vicenza-Bionde
- 2021 (Lokosphinx, tre vittorie)

Vicenza-Bionde
Circuito del Porto-Trofeo Internazionale Arvedi
Trofeo Bottecchia
- 2022 (C.C. Catalunya-Barcelona, due vittorie/Astana Qazaqstan Team, una vittoria)

Trofeu Joan Escolá
3ª tappa Vuelta a Zamora (Castrogonzalo > Valcabado)
1ª tappa Tour de Langkawi (Kuala Pilah > Kuala Lumpur)
- 2023 (Astana Qazaqstan Team, due vittorie)

2ª tappa Tour de Langkawi (Kuala Terengganu > Kota Bharu)
8ª tappa Tour de Langkawi (Setia Alam > Kuala Lumpur)
- 2024 (Astana Qazaqstan Team, una vittoria)

1ª tappa Tour de Langkawi (Kuah > Kuah)
- 2025 (XDS Astana Development Team, una vittoria)

Prologo International Tour of Rhodes (Rodi > Rodi, cronometro)

#### Altri successi
- 2022 (C.C. Catalunya-Barcelona)

Circuito Del Guadiana
Trofeo Guerrita

## Piazzamenti

### Classiche monumento
- Milano-Sanremo

2023: ritirato
- Giro delle Fiandre

2023: 73º
2024: ritirato
- Parigi-Roubaix

2023: 117º
2024: ritirato

### Competizioni mondiali
- Campionati del mondo su pista

Montichiari 2017 - Inseguimento a squadre Junior: vincitore
Montichiari 2017 - Americana Junior: 2º
Aigle 2018 - Inseguimento a squadre Junior: 5º
Aigle 2018 - Inseguimento individuale Junior: 3º
Aigle 2018 - Omnium Junior: 8º
Aigle 2018 - Americana Junior: 2º
Pruszków 2019 - Inseguimento a squadre: 14º
Roubaix 2021 - Inseguimento a squadre: 6º
Roubaix 2021 - Omnium: ritirato
- Giochi olimpici

Parigi 2024 - Cronometro: 31º
Parigi 2024 - In linea: ritirato

### Competizioni europee
- Campionati europei su pista

Anadia 2017 - Inseg. a squadre Junior: vincitore
Anadia 2017 - Corsa a punti Junior: 13º
Aigle 2018 - Inseguimento a squadre Under-23: 3º
Glasgow 2018 - Inseguimento a squadre: 6º
Gand 2019 - Inseg. a squadre Under-23: vincitore
Gand 2019 - Americana Under-23: 6º
Apeldoorn 2019 - Inseguimento a squadre: 9º
Fiorenzuola 2020 - Inseg. a sq. Under-23: vincitore
Fiorenzuola 2020 - Corsa a punti Under-23: vincitore
Fiorenzuola 2020 - Omnium Under-23: vincitore
Grenchen 2021 - Inseguimento a squadre: 8º
Grenchen 2021 - Omnium: 18º
- Campionati europei su strada

Herning 2017 - In linea Junior: ritirato
Trento 2021 - In linea Under-23: ritirato
- Giochi europei

Minsk 2019 - Inseguimento a squadre: vincitore
Minsk 2019 - Americana: 10º